# Éloi de Grandmont
Éloi de Grandmont, né Joseph Éloi Augustin Grammont, à Baie-du-Febvre le 17 avril 1921, et mort à Montréal le 25 novembre 1970, à 49 ans, est un écrivain, poète, dramaturge et metteur en scène québécois.

## Biographie
Des dix enfants survivants de Nestor Grandmont, cultivateur à Baie-du-Febvre, et de Maria Verville, Éloi Grandmont a 18 mois quand sa mère meurt. Il est élevé  à Nicolet au foyer de sa tante Ernestine, sœur de son père, mariée à un monsieur Janelle.
Il étudie au Séminaire de Nicolet et par la suite à l'École des beaux-arts de Montréal.
De 1944 à 1946, il est critique d'arts au journal Le Devoir. De 1946 à 1948, il étudie à la Sorbonne et à l'École du Louvre.
En 1949, il fonde avec Jean-Louis Roux le Théâtre d'essai, qui ouvre ses portes avec l'une de ses pièces, Un fils à tuer. Devant son patronyme, il ajoute la particule « de », se désignant comme Éloi de Grandmont, nom de plume et de scène.
En 1951, il est un des cofondateurs du Théâtre du Nouveau Monde (TNM). Éloi de Grandmont en sera le secrétaire général pendant trois ans. 
De 1954 à 1964, Radio-Canada diffuse l'adaptation radiophonique de l'un de ses romans Le Silence des uns assure le repos de tous, quatre de ses adaptations dans le cadre de la série « Nouveautés dramatiques » et quatre de ses textes dans des séries humoristiques hebdomadaires ou quotidiennes.
Ce poète canadien est l'auteur de poèmes brefs, légers, tendres et aventureux, à propos desquels on songe à la fois à Jean Cocteau et à Francis Jammes. Ses principaux recueils s'intitulent: Le voyage d'Arlequin (1946), La jeune fille constellée (1948), Premiers secrets (1951), Plaisirs (1951), Dimanches naïfs (1954).

## Honneurs
- La rue Éloi de Grandmont  honore sa mémoire à Nicolet (au Québec).

## Ouvrages publiés
- Un fils à tuer, Éditions de Malte, 1950, théâtre[3]
- La fontaine de Paris : comédie-farce en un acte ; suivie de Le temps des fêtes : drame en un acte / Éloi de Grandmont ; illustrations de Normand Hudon, Éd. de Malte, 1955
- Une saison en chansons précédé de Chardons à foulon et d'un premier poème, Éditions Leméac, 1963. Frontipice/caricature par Normand Hudon
- Un Bill 60 du tonnerre / Éloi de Grandmont, Louis-Martin Tard, Normand Hudon. Éd. du Jour, 1964
- Raymonde Bergeron et Marcelle Ouellette, Radio-Canada 1936-1986. Voix, visages et légendes, 1986

Le fonds d'archives d'Éloi de Grandmont est conservé au centre d'archives de Montréal de Bibliothèque et Archives nationales du Québec.